# Reprezentacja Argentyny na Mistrzostwach Świata w Narciarstwie Alpejskim 2011
Argentyna na Mistrzostwach Świata w Narciarstwie Alpejskim 2011 w Garmisch-Partenkirchen reprezentowało sześciu sportowców (2 mężczyzn, 4 kobiety). Nie zdobyli oni żadnego medalu.

## Reprezentanci
Mężczyźni
Cristian Javier Simari Birkner
- Supergigant - nie ukończył
- Zjazd - nie ukończył
- Slalom gigant - 42. miejsce
- Slalom - 29. miejsce

Sebastiano Gastaldi
- Slalom gigant - nie ukończył
- Slalom - nie ukończył

Kobiety
Salome Bancora
- Slalom gigant - nie ukończyła
- Slalom - 40. miejsce

Macarena Simari Birkner
- Supergigant - nie ukończyła
- Kombinacja alpejska - 21. miejsce
- Zjazd - 31. miejsce
- Slalom gigant - nie ukończyła
- Slalom - 34. miejsce

María Belén Simari Birkner
- Supergigant - 35. miejsce
- Kombinacja alpejska - 18. miejsce
- Zjazd - 29. miejsce
- Slalom gigant - 45. miejsce
- Slalom - 38. miejsce

Julietta Quiroga
- Slalom gigant - nie ukończyła
- Slalom - nie ukończyła